# Cherenkov (telescopio)

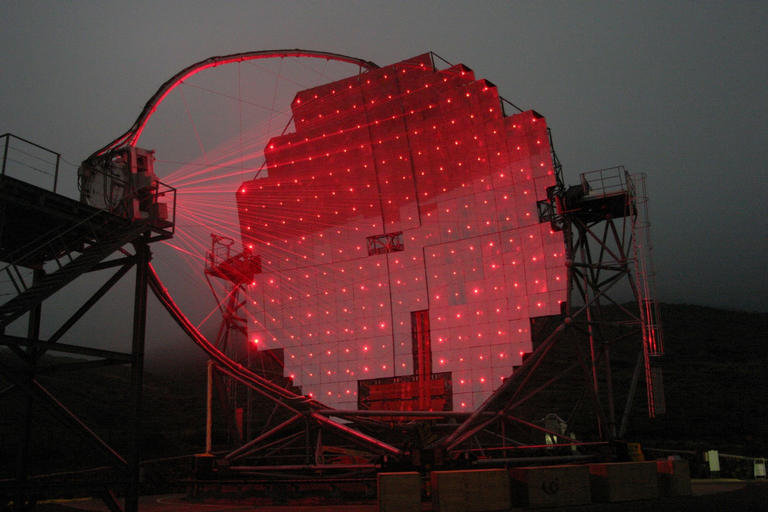
MAGIC, un telescopio Cherenkov en operación en la isla canaria de La Palma. En noches de niebla, pueden verse los láseres que sirven para enfocar los espejos.

Un telescopio Cherenkov es un detector de rayos gamma de muy alta energía en el rango de 25 GeV a 50 TeV desde la superficie terrestre. En la actualidad hay cuatro grandes telescopios Cherenkov en operación, CANGAROO-III, MAGIC, HESS y VERITAS.
Debido a la rapidez con la que disminuye el flujo de rayos gamma de fuentes cósmicas a altas energías, los detectores espaciales resultan ineficientes porque están limitados en su área de colección a unos centenares de centímetros cuadrados. En el caso de los telescopios Cherenkov, la atmósfera de nuestro planeta se utiliza como medio de detección y el área de colección alcanza muchos miles de metros cuadrados. Esto permite a los telescopios Cherenkov detectar rayos gamma en un rango de energías inaccesible para los instrumentos espaciales.
El telescopio Cherenkov registra la imagen del breve destello de radiación de Cherenkov que produce una Cascada Atmosférica Extensa generada a su vez por el rayo gamma de alta energía. Esta cascada de partículas se inicia a una altitud de 10-20 km. El rayo gamma inicial produce un par electrón-positrón cerca de una molécula del aire. El electrón y positrón tienen una energía muy alta y producen más rayos gamma por Bremsstrahlung o "radiación de frenado". Se producen más pares electrón-positrón que a su vez emiten por Bremsstrahlung etc, con el resultado final de una cascada atmosférica extensa. 
Las partículas de la cascada, debido a su elevada energía, producen un destello de radiación de Cherenkov que dura entre 5 y 20 ns. En realidad las partículas (cargadas eléctricamente) de la cascada polarizan asimétricamente (pues viajan a mayor velocidad que la de la luz en la atmósfera) las moléculas de nitrógeno y oxígeno de la atmósfera, las cuales, al despolarizarse espontáneamente, emiten la radiación Cherenkov que será detectada por los telescopios Cherenkov. El área total iluminada por el destello es de miles de metros cuadrados, razón por la cual el área efectiva de los telescopios Cherenkov es tan grande.
El telescopio está formado por un gran espejo segmentado que enfoca la radiación de Cherenkov en una matriz de tubos fotomultiplicadores. Los fotomultiplicadores están acoplados a electrónica rápida que amplifica, digitaliza y almacena la imagen de la cascada. 
La colaboración del Whipple fue pionera en los telescopios Cherenkov y descubrió la emisión de la Nebulosa del Cangrejo a energías del TeV en 1989. El telescopio Whipple también descubrió la primera fuente extragaláctica de rayos gamma de alta energía, la galaxia activa Markarian 421. La colaboración HEGRA construyó el primer sistema de varios telescopios usando la llamada técnica estereoscópica en la isla de La Palma, sistema que fue superado después por HESS en Namibia. El mayor telescopio Cherenkov del mundo es el telescopio MAGIC con un espejo de 17 m de diámetro y también localizado en La Palma. 
Para reducir las aberraciones ópticas fuera del eje óptico, el espejo de 17 m de diámetro está segmentado en 250 espejos esféricos (recortados con forma cuadrada), montados sobre un paraboloide. Los espejos, en función de su distancia al centro del disco de 17 m, tienen diferente radio de curvatura y están orientados de diferente forma. 
Los telescopios Cherenkov, a diferencia de los ópticos, están enfocados a un punto de la atmósfera terrestre situado a una altitud de unos 8-12 km (depende del rango de energía que se quiera medir), que es donde se desarrollan las cascadas de partículas (es de donde viene la radiación Cherenkov).
La radiación Cherenkov (luz ultravioleta) asociada a una cascada de partículas es como un enorme cilindro de luz (en realidad es como un enorme puro) de varios km de altura. La imagen registrada en el detector de fotomultiplicadores (en el plano focal del telescopio) de este cilindro de luz tiene forma de elipse. La forma de esta elipse y su orientación en el plano focal determina la dirección de incidencia del fotón gamma que originó la cascada. También determina lo lejos o cerca que se desarrolló en la atmósfera, que junto con la intensidad de la luz registrada permite estimar la energía del fotón gamma. De esta forma se puede estimar el flujo de radiación gamma procedente de supernovas, de púlsars, de núcleos de galaxias activas, etc.
La mayor dificultad en la detección de fotones gamma es que las cascadas atmosféricas que producen son muy parecidas a las que producen los rayos cósmicos formados por partículas cargadas eléctricamente (como protones). La dirección desde la que llegan a La Tierra esos rayos cósmicos (esos protones) no es relevante en astrofísica pues, debido a los campos magnéticos galácticos e intergalácticos, no se puede determinar la fuente emisora de esos protones (no fueron emitidos desde el lugar desde donde parecen venir). 
Aproximadamente una de cada mil imágenes de cascadas atmosféricas registradas por un telescopio Cherenkov corresponde a un fotón gamma. Las 999 restantes corresponden a rayos cósmicos de partículas cargadas eléctricamente.

## Astronomía de rayos gamma de alta energía
La técnica de imagen atmosférica Cherenkov ha permitido el desarrollo de una nueva astronomía de rayos gamma en energías superiores a 100 GeV. El telescopio pionero fue el telescopio de 10 metros de la Observatorio Whipple que detectó por primera vez una fuente de rayos gamma (la Nebulosa del Cangrejo) que fue identificado como uno de los objetos celestes más brillantes en rayos gamma el 1967. en este nivel de energía. Actualmente (2009), casi un centenar de fuentes han sido identificadas usando esta técnica. Los observatorios más importantes son el proyecto de Estados Unidos VERITAS, el mexico-estadounidense Observatorio de Rayos Gamma HAWC y los proyectos europeos HESS y telescopio MAGIC.